# استیضاح
استیضاح (به انگلیسی: Impeachment)  فرایندی حقوقی سیاسی است که طی آن یک نهاد قانونگذار یا هر دادگاه دیگری که به‌طور قانونی صلاحیت داشته باشد، اتهاماتی را علیه یک مقام مسئول به دلیل سوء رفتار یا اتخاذ تصمیمی غیر صلاح طرح می‌کند و مقام مسئول باید خودش را رفع اتهام کند یا اعمال خود را در دامنه‌ی همان مسئولیت ها شفاف سازی کند. اما در مجلس استیضاح یعنی پرسش رسمی نمایندگان از رئیس جمهور هیئت وزیران یا یک وزیر ، است که پس از ارائه توضیحات ، آن وزیر یا رئیس جمهور باید برای ادامه کارش از مجلس رأی اعتماد بگیرد. در کل استیضاح ممکن است به عنوان یک فرایند منحصر به فرد که شامل عناصر سیاسی و حقوقی است تعریف شود. از سال ۱۹۹۰ تا سال ،۲۰۲۰ دستکم ۲۷۲ استیضاح علیه ۱۳۲ مقام دولتی در ۶۴ کشور در جهان صورت گرفته‌است.

## معنای استیضاح
استیضاح یک واژه عربی است و به معنای «درخواست توضیح، طلب وضوح کردن، طلب پیدایی، آشکار کردن و خواستن» است اما در اصطلاح سیاسی به معنای «پرسش رسمی نمایندگان مجلس از رئیس‌جمهور، هیئت وزیران یا یک وزیر» است که پس از ارائهٔ توضیحات آن‌ها باید برای ادامهٔ کارشان از مجلس مجدداً رأی اعتماد بگیرد.

## سازوکار استیضاح
طرح استیضاح به خودی خود به مفهوم عزل مقام مورد استیضاح نمی‌باشد بلکه اولین گام در این مسیر تلقی می‌شود و چنانچه در رأی‌گیری پس از توضیحات وی، به او رأی عدم اعتماد داده شود آن مقام برکنار می‌شود.

## گذشته و امروز
سابقه تاریخی انجام استیضاح اگرچه به قرون وسطی بازمی‌گردد اما نمونه‌های عینی مشخص آن را می‌توان در عملکرد اوایل قرن نوزدهم نظام سیاسی انگلیس مشاهده کرد. در نظام‌های سیاسی جهان برای جلوگیری از تمرکز قدرت و نیز رعایت جنبه‌های تخصصی اداره امور جامعه، قدرت حکومت به سه شاخه تقنینی، اجرایی و قضایی تقسیم شده‌است.
البته این سه قوه هم در نظام‌های سیاسی پارلمانی و هم در نظام‌های سیاسی ریاستی با یکدیگر در ارتباط بوده و قوانین اساسی کشورها چگونگی روابط آن‌ها با هم و نیز سازوکارهای کنترل آن‌ها به وسیله یکدیگر را در نظر گرفته‌اند که در عین تفکیک قوا نوعی همکاری یا ارتباط بین قوای سه‌گانه نیز از طریق تمهیدات حقوقی و سیاسی ایجاد شده تا در عین تمایز قوا کلیت حاکمیت ملی کشور بروز کند.
در نظام سیاسی پارلمانی که ارتباط بیشتری بین دو قوه مقننه و مجریه وجود دارد مجلس و پارلمان که نمایندگان آن از سوی مردم انتخاب می‌شوند حق دارند کلیه اقدامات و عملکردهای قوه مجریه را زیر نظر بگیرند و از راه طرح سؤال، استیضاح و ایجاد کمیسیون‌های تحقیق یا نهادهای نظارتی چون دیوان محاسبات این قوه را کنترل کنند.
همچنین قوه مقننه حق دارد با صدور رأی عدم اعتماد هیئت وزیران یا یک وزیر را برکنار کند. البته به منظور ایجاد توازن بین دو قوه در نظام پارلمانی، قوه مجریه نیز از طرق مختلف همچون تنظیم و پیشنهاد لوایح قانونی یا حتی انحلال پارلمان، مجلس را کنترل می‌کند.
در نظام سیاسی ریاستی همچون نظام سیاسی آمریکا نیز قانون اساسی ترتیباتی برای استیضاح مقامات ارشد قوه مجریه از جمله رئیس‌جمهور و معاونش توسط کنگره در نظر گرفته‌است که در نهایت نیز می‌تواند به برکناری آن‌ها از قدرت منجر شود.

## قانون اساسی جمهوری اسلامی ایران
در قانون اساسی جمهوری اسلامی نیز سازوکارهایی مشابه نظام سیاسی پارلمانی برای کنترل قوه مجریه مد نظر قرار گرفته‌است. امکان انحلال پارلمان در نظام سیاسی جمهوری اسلامی به شکل روشنی مطرح نشده‌است.

### استیضاح نمایندگان مجلس
طبق قانون اساسی امکان عزل یا استیضاح نماینده مجلس شورای اسلامی توسط رای‌دهندگان وجود ندارد و دوره نمایندگی به‌طور مطلق ۴ سال است. هرچند در پیش‌نویس قانون نظارت بر نمایندگان بندی مختص برکناری نماینده نگارش شده بود اما با تشخیص شورای نگهبان مغایر با قانون اساسی شناخته و حذف شد.

### استیضاح وزیران
قانون اساسی جمهوری اسلامی ایران در فصل ششم با عنوان «قوه مقننه» در مبحث دوم تحت عنوان «اختیارات و صلاحیت مجلس شورای اسلامی» در اصل هشتاد و نهم مسئله استیضاح هیئت وزیران یا یک وزیر را به شرح زیر مورد پذیرش قرار داده‌است. «نمایندگان مجلس شورای اسلامی می‌توانند در مواردی که لازم می‌دانند هیئت وزیران یا هر یک از وزراء را استیضاح کنند، استیضاح وقتی قابل طرح در مجلس است که با امضای حداقل ۱۰ نفر از نمایندگان به مجلس تقدیم شود.
هیئت وزیران یا وزیر مورد استیضاح باید ظرف مدت ۱۰ روز پس از طرح آن در مجلس حاضر شود و به آن پاسخ گوید و از مجلس رأی اعتماد بخواهد. در صورت عدم حضور هیئت وزیران یا وزیر برای پاسخ، نمایندگان مزبور دربارهٔ استیضاح خود توضیحات لازم را می‌دهند و در صورتی که مجلس مقتضی بداند اعلام رأی عدم اعتماد خواهد کرد.
اگر مجلس رأی اعتماد نداد هیئت وزیران یا وزیر مورد استیضاح نمی‌توانند در هیئت وزیرانی که بلافاصله بعد از آن تشکیل می‌شود عضویت پیدا کند.»

### استیضاح رئیس‌جمهور
در صورتی که حداقل یک سوم از نمایندگان مجلس شورای اسلامی رئیس‌جمهور را در مقام اجرای وظایف مدیریت قوة مجریه و اداره امور اجرایی کشور مورد استیضاح قرار دهند، رئیس‌جمهور باید ظرف مدت یک ماه پس از طرح آن در مجلس حاضر شود و در خصوص مسائل مطرح شده توضیحات کافی بدهد. در صورتی که پس از بیانات نمایندگان مخالف و موافق و پاسخ رئیس‌جمهور، اکثریت دو سوم کل نمایندگان به عدم کفایت رئیس‌جمهور رأی دادند مراتب جهت اجرای بند ده اصل یکصد و دهم به اطلاع مقام رهبری می‌رسد.

## استیضاح در بریتانیا
در بریتانیا هیچ راه مشخصی برای استیضاح وجود ندارد. بیشتر بستگی دارد چه حزبی در مصدر قدرت است.

### شیوه کار[۱۲]
پانزده درصد نمایندگان درخواست رای عدم اعتماد کنند: حداقل پانزده درصد نمایندگان حزب پارلمان نامه بنویسند و درخواست رای عدم اعتماد کنند. در ترکیب پارلمان فعلی پانزده درصد نمایندگان از حزب محافظه کار یعنی حداقل ۴۸ نماینده باید به رئیس "کمیسیون ۱۹۲۲" که به "کمیسیون خصوصی نمایندگان محافظه‌کار" هم معروف است. نامه بنویسند و بگویند که به رهبری حزب اعتماد ندارند. وقتی عدم اعتماد به رای گذاشته شود و رای کافی نیاورد، نخست‌وزیر و رهبر حزب بر سر کار خواهد ماند و تا یک سال بعد نمی‌توان او را با عدم اعتماد به چالش کشید. اما اگر عدم اعتماد رای بیاورد رهبر حزب باید استعفا دهد.
رقابت برای رهبری حزب: اگر حزب رهبر خود را برکنار کند، رقابت بر سر رهبری آغاز خواهد شد که نخست‌وزیر برکنار شده نمی‌تواند در آن شرکت کند.
فشار برای انتخابات سراسری: چنانچه حزب بر سر یک نامزد به توافق نرسیده باشد، پارلمان با اعمال فشار برای انتخابات سراسری می‌تواند نخست‌وزیر را تغییر دهد و لازم نیست که فقط نمایندگان حزب در پارلمان موافق این کار باشند.
این کار را به دو طریق می‌توان انجام داد:
1. دو سوم نمایندگان پارلمان از هر حزبی به طرح انتخابات سراسری رای مثبت دهند.
2. استیضاح دولت: اگر استیضاح دولت به تأیید پارلمان برسد، چهارده روز برای تشکیل دولت جدید فرصت هست که اگر به جایی نرسد پارلمان منحل و انتخابات سراسری زودرس برگزار خواهد شد.